# Stéphane Humbert-Basset
Stéphane Humbert-Basset est un artiste français, né le 11 décembre 1968 à Grenoble.

## Biographie
En 1991, Stéphane Humbert-Basset présente le diplôme de l'École supérieure d'art et design Saint-Étienne.
En 1997, il publie Esprit de Bretagne aux Éditions Hachette, un carnet d'aquarelles.
Il crée également des musiques pour la scène[réf. nécessaire].
Stéphane Humbert-Basset exerce le métier d'illustrateur en France et aux États-Unis, pour la presse autant que pour l'édition, et a réalisé des couvertures pour Jazzman, Le Point, Historia ou Harper's Magazine à New York. Depuis 2006, le mensuel new-yorkais lui confie les illustrations de plusieurs textes, dont celles du roman Happyland (en) de J. Robert Lennon (en). En 2007, le magazine italien Internazionale publie ses illustrations américaines de Moby Duck de Donovan Hohn.
En 2010, il crée une planche de quatre timbres Paris pour La Poste et, en 2011, un bloc de quatre timbres commémoratifs à l'occasion de la Coupe du monde de rugby à XV 2011. 

### Prix
- Grand Prix de la philatélie 2021 pour le timbre "Charlie Chaplin - THE KID - 100 ans"
- Trophée du Plus beau timbre de l'année 2021 pour le timbre "Charlie Chaplin - THE KID - 100 ans"

- Trophée du Plus beau timbre de l'année 2024 pour le timbre "La baguette de pain française"

## Publications

### Presse
- Harper's Magazine[3], New York
- Internazionale (Rome)
- Beaux Arts Magazine
- L'Express
- Les Cahiers de Science & Vie
- Historia
- Lire
- Jazzman
- L’Express Style
- Challenges
- Sciences & Avenir
- Têtu
- Senso
- Le Magazine littéraire

### Édition
- Larousse
- Éditions Milan (Milan Presse)
- Hachette Livre et Hachette Tourisme, pour les Guides bleus et Guides Vacances
- Auteur de Esprit de Bretagne, Hachette Livre

### Varia
- Pierre Hermé Paris
- Ekodesign pour BNP Paribas (Roland Garros 2007)
- TF1 Vidéo
- Tapages & Nocturne
- La Poste